# Eucereon colombiae
Eucereon colombiae är en fjärilsart som beskrevs av Max Wilhelm Karl Draudt 1917. Eucereon colombiae ingår i släktet Eucereon och familjen björnspinnare. Inga underarter finns listade i Catalogue of Life.